# Auguste de Peellaert
Auguste Philippe de Peellaert (Brugge, 12 maart 1793 - Sint-Joost-ten-Node, 16 april 1876) was een Belgisch officier, kunstschilder, componist en romanschrijver.

## Levensloop
Auguste de Peellaert stamde uit de aanzienlijke en adellijke familie De Peellaert waarvan leden officiële ambten bekleedden in Brugge en het Brugse Vrije. Zijn vader, Anselme de Peellaert werd in 1810 kamerheer van Napoleon, wat hem met zijn vrouw en hun drie kinderen naar Parijs deed verhuizen. Ze leefden er boven hun stand en kwamen na 1814 met een zware schuldenlast weer terug naar Brugge, waar de vader in 1817 overleed.
Vanaf 1809 was Auguste opgenomen in het Parijse pensionaat van een heer Lemoine, in de rue Neuve de Berry bij de Champs Elysées, waar hij drie jaar verbleef.
Vanaf 1815 begon hij aan een militaire loopbaan in het Nederlandse leger. Hij werd met de graad van onderluitenant opgenomen, dankzij de tussenkomst van zijn familielid Pius de Crombrugghe, die kabinetssecretaris was van Willem I. Hij kreeg ook steun van zijn oom, Alexandre van der Fosse, die gouverneur werd van Noord-Brabant (1826-1829) en van Antwerpen (1830). Hij kon desgevallend ook nog beroep doen op zijn zwager Philippe Veranneman de Watervliet die lid was van de Tweede Kamer.
Hij verbleef hoofdzakelijk in garnizoen in Kortrijk, Menen en Doornik, waar hij onder meer bevriend werd met Albert Prisse, die een mooie stem had. Prisse zou later minister van Oorlog worden. Hij leerde er ook luitenant-generaal Jean Victor de Constant Rebecque kennen, stafchef van het leger, die muziekliefhebber was en hem deed opnemen in de staf van de kwartiermeester-generaal, die de grenzen tussen het Verenigd Koninkrijk der Nederlanden en Frankrijk moest vastleggen. Na 1820 was hij meestal gelegerd in Gent en nadien in Brussel. Tijdens de augustus- en septemberdagen van 1830 bevond hij zich in de onmiddellijke nabijheid van Jean de Constant Rebecque en van de prins van Oranje, maar in oktober bood hij zijn ontslag aan.
Na de Belgische revolutie werd hij in 1831 kapitein in het Belgisch leger en was achtereenvolgens gekazerneerd in Gent en in Brussel. Hij werkte voornamelijk in het militair cartografisch instituut. Hij werd ook af en toe toegelaten tot de intimiteit van het koningspaar, om de koningin op de piano te begeleiden terwijl ze zong. In 1849 verliet hij het leger met de graad van luitenant-kolonel en gaf zich over aan zijn verschillende passies: schilderen, componeren en schrijven.
In 1832 werd hij lid van de bestuurscommissie van het Koninklijk Conservatorium in Brussel en bleef dit tot in 1870.
In 1847 werd hij verkozen tot voorzitter van de Société des gens de lettres de Belgique.
In tegenstelling tot zijn broer Eugène de Peellaert, vroeg hij geen erkenning aan van zijn adellijke status. Hij bleef niettemin vaak als 'baron' vermeld.
De Peellaert bleef vrijgezel. Hijzelf en zijn moeder liggen begraven in de grafcrypte van de Onze-Lieve-Vrouwekerk in Laken.
Door ziekten gekweld tijdens zijn laatste levensjaren, gaf hij uiting aan zijn misantropie en ontgoocheling zowel in zijn gedenkschriften als in zijn grafschrift dat luidde:
Soldat, littérateur, peintre, musicien,
J'ai fait un peu de tout sans réussir à rien.
J'implore du passant, comme grâce dernière,
Pour l'homme un souvenir, pour l'âme une prière.
Of, in vrije vertaling:
Soldaat, schrijver, schilder, musicus,
Ik deed van alles wat, zonder in iets te slagen.
Ik vraag aan de voorbijganger, als laatste gunst
Voor de man een herinnering, voor de ziel een gebed.

## Kunstschilder
De Peellaert was pas negen toen hij in Brugge zijn eerste tekenlessen kreeg in de privé-academie van Jan Karel Verbrugge. Tijdens zijn verblijf in Parijs volgde hij verder lessen in de teken- en schilderkunst. In 1819 maakte hij in Brussel kennis met de in ballingschap levende schilder Jacques-Louis David, wiens werken hij bij hem thuis mocht gaan bewonderen.
Hij werd vooral een bedreven aquarellist. Al voor zijn pensioen, maar vooral vanaf 1849 tot 1862 trok hij bestendig op reis en plaatste in alle hoeken van Europa zijn schildersezel om er in totaal méér dan tweeduizend aquarellen te maken met de afbeelding van historische gebouwen en hun omgeving. De vele monumenten die nog zijn overgebleven tonen aan dat hij er een correcte weergave van deed.
Gedurende verschillende jaren leverde hij tekeningen voor le Voyage pittoresque en voor Châteaux et monuments des Pays-Bas, die werden gelithografieerd door Madou. Van 1851 tot 1860, publiceerde hij Souvenirs de voyage, bundels met zichten uit België, Frankrijk, Nederland en Duitsland.
In 1863 bood hij tegen de som van 4.000 franken zijn 2.200 aquarellen (de helft Belgische zichten) aan de Belgische regering aan, die de aanbieding afwees omdat men niet zag in welk collectie die waren onder te brengen.
Na zijn dood bleef het grootste deel van zijn aquarellen in het bezit van zijn broer Eugène de Peellaert en van diens nazaten. De laatste naamdraagster, Denise de Peellaert (1893-1989), echtgenote van Ferdinand Janssens de Bisthoven schonk een duizendtal aquarellen aan de stedelijke musea van de stad Brugge. Ze deed dit met de aanmoediging van een van haar zoons Aquilin Janssens de Bisthoven, hoofdconservator van de Brugse musea. Hij liet er zorgvuldig de inventaris van opmaken en wijdde er een belangrijke tentoonstelling aan in de loop van het Europees Jaar van het Bouwkundig Erfgoed (1975).

## Componist
Vanaf de jaren in het pensionaat in Parijs ging de Peellaert op in de muziek. Zijn aanleg werd bevorderd door de muziekuitgever J. J. de Momigny die hem lessen gaf in piano en harmonieleer. Tijdens zijn verblijf in Parijs was hij een actief bezoeker van de lyrische theaters. Hij knoopte vriendschap aan met de Italiaanse toondichter Ferdinando Paër (1771-1839), de bekende auteur van Le Maître de chapelle.
De eerste composities van de Peellaert waren romances en trio's voor piano, viool en cello.
In 1814 regisseerde hij in het familiekasteel Het Forreyst in Sint-Andries de opvoering, door familieleden en vrienden, van een muzikale komedie genaamd Crispin Momie. Hetzelfde jaar schreef en componeerde hij een komische eenakter-opera, die echter nooit werd opgevoerd.
Hij publiceerde tientallen romances voor piano, gezangen en talrijke opera's, waarvan er tien in Brussel werden opgevoerd. Heel wat van zijn operavoorstellingen werden bijgewoond door de koning en de koningin, en door de prinsen Willem en Frederic en hun echtgenoten. In Brussel, maar ook tijdens zijn regelmatige reizen naar Parijs, leerde hij de meesten kennen die in zijn tijd een naam hadden in het theater en de opera, zowel componisten, theaterdirecteurs als zangers en instrumentisten. Hij zat aan tafel met La Malibran, met Niccolò Paganini, met Charles Auguste de Bériot en met veel leden van de aristocratie of met politici zoals Charles de Brouckère, Edouard Mercier, Edouard d'Huart. In het privétheater van De Beriot begeleidde hij vaak de zangers aan de piano.
De orkestpartituren van zijn composities die in de Koninklijke schouwburg in Brussel werden gespeeld, worden bewaard in de stadsbibliotheek van Brussel. Zijn overige muzikaal oeuvre schonk hij aan het Koninklijk Conservatorium van Brussel.
Onder zijn composities zijn te vermelden:
- Religieuze muziek (Kortrijk, 1816), o.m. Salve Regina voor groot orkest
- Les mariages supposés, comedie (Kortrijk, 1816)
- La rosière de Nevelen, comedie (Kortrijk, 1816)
- l'Heure du rendez-vous opera in één bedrijf (Kortrijk, 1817), opgevoerd in Gent in 1819. Opgedragen aan de koningin van het Verenigd koninkrijk der Nederlanden.
- Le sorcier par hasard ou le souper par hasard, opéra-comique in één bedrijf, (1820), opgevoerd in Kortrijk, Brugge en Gent.
- Agnès Sorel, opéra-comique in drie bedrijven (1822), opgevoerd in Brussel in 1824.
- Le Barmécide, opera in drie bedrijven (1823), opgevoerd in Brussel in 1825.
- Teniers ou les Noces flamandes, opéra-comique in één bedrijf, opgevoerd in Gent iun 1826.
- Faust, lyrisch drama in drie bedrijven, tekst door Théaulon, opgevoerd in Brussel in 1834.
- Le coup de pistolet, opéra-comique in één bedrijf, werd slechts eenmaal opgevoerd, in 1836 in Brussel.
- Louis de Maele, tekst door Jacques Vanderbelen, eerst opera-comique, herwerkt tot grote opéra in vier bedrijven, met succes opgevoerd in Brussel in 1838.
- Un tour de grand seigneur, musicale comedie in twee bedrijven, Théâtre du Parc, 1840.
- Le Barigel, opera-comique in één bedrijf, op een gedicht van G. Oppelt, Brussel, 1842.
- Le Perruquier de l'Opéra, vaudeville in één bedrijf, Théâtre des Nouveautés, Brussel, 1844.
- L'exil d'une princesse, proverbe en un acte, gespeeld op 18 december 1851 naar aanleiding van de vierde verjaardag van de Société des gens de lettres.
- L'exil d'une princesse, eerst omgedoopt tot Un mariage russe, vervolgens tot Un abus de pouvoir en ten slotte tot Mariage par ordre, werd in de Odeon in Parijs opgevoerd (1855).
- Les trois clefs, salonoperette (1855).
- Monsieur et Madame Putiphir, operette in één bedrijf (1857).
- Le jour naissant, ouverture voor koor.
- A Dieu ma dernière pensée, plechtige driestemmige Mis, met orgelbegeleiding.
- Les trois rivaux, comédie-proverbe in één bedrijf (1849).

## Roman- en toneelschrijver
Naast de door hem geschreven libretto's van opera's, schreef de Peellaert heel wat, zowel romans en korte verhalen als toneelstukken. Zo onder meer:
- Le mort vivant, légende luxembourgeoise, Brussel, z.d.
- La trompette du jugement dernier, vaudeville in één bedrijf (1850).
- Le bourreau de Vérone, roman, Brussel, 1854.
- Le choix d'un état ou la diplomatie électorale, komedie in drie bedrijven (1854).
- Les amis et les ennemis, komedie in drie bedrijven (1854).
- Femme et veuve, komedie-vaudeville, 1855.
- Orphée aux Champs-Elysées, vaudeville in vijf bedrijven (1855).
- Olivia ou les suites d'une faute, drama in drie bedrijven (1855).
- Au château de Maele, verhalenbundel, Brussel (1855).
- A chacun ses devoirs, komedie in één bedrijf (1857).
- Les tribulations d'un héritier, vaudeville in één bedrijf (1857), Theâtre royal du Parc.
- Sous la Fronde, comedie, Theâtre royal du Parc (1858).
- Jeanne de Constantinople, historisch drama in vijf bedrijven, Brussel, Théâtre national du cirque, 1861.
- Oeuvres dramatiques, Aarlen, 1863.
- Le manchon, 1863.
- OEuvres de M. A. de Peellaert, twee volumes novellen en verhalen.
- Les deux pendus, 1865.
- Cinquante ans de souvenirs recueillis en 1866, Brussel, 1867.
- Pensées et réflexions d'un solitaire, Brussel, 1869.
- Poésies, 1875.